# Sorsok útvesztője
A Sorsok útvesztője (eredeti, török címe: O Hayat Benim) 2014 és 2017 között bemutatott török televíziós sorozat, melyet eredetileg a FOX sugárzott 2014. február 14-étől 2017. május 2-ig. Magyarországon 2018. április 30-a és 2019. november 28-a között vetítette a Duna TV. 

## Cselekmény
A fiatal Bahar Isztambulban él családjával: Nurannal, a pénzéhes és zsörtölődő anyjával, Iliaszal, a dolgos és becsületes apjával és Efsunnal, a nővérével. A család rossz anyagi helyzete miatt Baharnak abba kell hagynia az iskolát, és elkezd dolgozni egy falatozóban, hogy pénzt keressen. Bahar kedves, szorgalmas és optimista lány, ellentétben a nővérével.
Bahart viszont valójában örökbe fogadták: igazi apja Mehmet Emir Atahan, egy gazdag, sikeres üzletember, ez azonban sok ember számára titok, maga Bahar sem tudja. 
Még régen az igazi nagyapja, Yusuf, nem akarta, hogy a lánya, Hasret, feleségül menjen Mehmet Emirhez. Elválasztotta őket, majd eltitkolta a Hasret várandósságát Mehmet Emir elől. A szülés során Hasretnek azt mondták, hogy az újszülött Bahar meghalt, de valójában elvették tőle Yusuf parancsára. Bahar nagyapja hazudott Mehmet Emirnek: azt mondta, hogy Hasret öngyilkos lett, mert elválasztotta tőle.
Yusuf Bahart Ilyas gondjaira bízta, aki munkásként dolgozott nála. Azt kérte, hogy úgy nevelje fel Bahart, mintha a saját lánya lenne. Évekkel később, amikor Yusuf megtudta, hogy haldoklik, az volt az utolsó kívánsága, hogy láthassa az unokáját. Sok év után Yusuf meglátogatta Mehmet Emirt és elmondta neki, hogy van egy lánya. 
Eközben Nuran és Ilyas nem mondta el Baharnak az igazságot arról, hogy ki is ő. Mikor Yusuf hozzájuk is elmegy, hogy elmondja Baharnak a valóságot, Nuran veszekedni kezd vele, majd véletlenül ellöki, az öreg úr pedig pont úgy esik, hogy betöri a fejét. Nuranék a kertben rejtik el a holttestet, a balesetről pedig senkinek nem szólnak. Amikor az Atahan család keresni kezdi Bahart, Nuran és Ilyas elhitetik velük, hogy Efsun Mehmet Emir és Hasret igazi lánya. Innentől kezdve Efsun kezdi el élni azt az életet, ami Bahart illeti meg.

## Szereplők
| Szereplő neve | Színész(nő)         | Magyar hang         |
| ------------- | ------------------- | ------------------- |
| Bahar         | Ezgi Asaroğlu       | Győrfi Laura        |
| Efsun         | Ceren Moray         | Kelemen Kata        |
| Nuran         | Yeşim Ceren Bozoğlu | Kocsis Mariann      |
| Mehmet Emir   | Sinan Albayrak      | Lux Ádám            |
| Ateş          | Keremcem            | Novkov Máté         |
| Fulya         | Didem Inseley       | Götz Anna           |
| İlyas         | Süleyman Atasinev   | Végh Péter          |
| Hülya         | Ahu Sungur          | Bertalan Ágnes      |
| Beyza         | Görken Gönülsem     | Sági Tímea          |
| Edibe         | Nursim Medir        | Kovács Nóra         |
| Sinem         | Ede Irtem           | Kis-Kovács Luca     |
| Hasret        | İclal Aydın         | Varga Gabriella     |
| Güleser       | Ezel Salık          | Wégner Judit        |
| Sakine        | Birgül Ulusoy       | Tornyi Ildikó       |
| Nedim         | Murat Soydan        | Szersén Gyula       |
| Refika        | Nihal Menzil        | Nagyváradi Erzsébet |
| Müge          | Bahar Şahin         | Pekár Adrienn       |
| Arda          | Ozan Güler          | Csiby Gergely       |
| İsmail        | Cem Kılıç           | Király Attila       |
| Cengiz        | Barış Buktel        | Maday Gábor         |
| Mucella       | Zeynep Eronat       | Molnár Zsuzsa       |
| Berat         | Irfan Çınar Var     | Bősz Mirkó          |
| Esma          | İrem Hatun Bora     | Kobela Kíra         |
| Salih         | Erdal Cindoruk      | Gyürki István       |
| Onur          | Sezgi Mengi         | Mészáros András     |
| Adile         | Nesime Alış         | Bessenyei Emma      |
| Asım          | Turgay Aydın        | Szatmári Attila     |
| Alp           | Şan Bingöl          | Szabó Máté          |

## Évados áttekintés
| Évad | Évad | Epizódok száma | Epizódok száma | Eredeti sugárzás     | Eredeti sugárzás | Eredeti sugárzás | Magyar sugárzás    | Magyar sugárzás    | Magyar sugárzás |
| Évad | Évad | Török          | Magyar         | Évadpremier          | Évadfinálé       | Eredeti adó      | Évadpremier        | Évadfinálé         | Magyar adó      |
| ---- | ---- | -------------- | -------------- | -------------------- | ---------------- | ---------------- | ------------------ | ------------------ | --------------- |
|      | 1.   | 18             | 47             | 2014. február 14.    | 2014. június 29. | FOX              | 2018. április 30.  | 2018. július 9.    | Duna Televízió  |
|      | 2.   | 42             | 120            | 2014. szeptember 7.  | 2015. június 28. | FOX              | 2018. július 10.   | 2018. december 26. | Duna Televízió  |
|      | 3.   | 40             | 123            | 2015. szeptember 20. | 2016. június 26. | FOX              | 2018. december 27. | 2019. június 21.   | Duna Televízió  |
|      | 4.   | 31             | 111            | 2016. szeptember 18. | 2017. május 2.   | FOX              | 2019. június 24.   | 2019. november 28. | Duna Televízió  |